# Mouvement identitaire allemand
Le Mouvement identitaire allemand,, (en allemand : Identitäre Bewegung Deutschland, IBD) est un mouvement d'extrême droite fondé en 2012, inspiré du Bloc identitaire français. Dirigé par Daniel Fiss et officiellement enregistré comme association à Paderborn (Rhénanie-du-Nord-Westphalie) en 2014, il compte entre 100 et 600 membres en 2020.
L'organisation fait de la question migratoire son principal cheval de bataille et prône la défense de l'identité allemande et européenne face aux menaces perçues de l'évolution démographique, de la mondialisation et de l'islamisation. Elle base son idéologie sur l'ethno-différentialisme, théorie selon laquelle les groupes ethniques ne peuvent s'épanouir que sur leur territoire d'origine sans mélange.
Privilégiant une approche métapolitique inspirée d'Antonio Gramsci, l'IBD vise une « révolution culturelle » par des actions symboliques, une forte présence numérique et l'utilisation de mèmes pour séduire les jeunes.
Il est classé comme mouvement d'extrême droite avéré par l'Office fédéral pour la protection de la Constitution (BfV) en 2019, et entretient des liens étroits avec l'Alternative pour l'Allemagne (AfD) malgré une interdiction officielle de coopération au sein de ce parti.

## Origines et fondation
Le Mouvement identitaire allemand trouve ses origines dans le Bloc identitaire français créé en 2003, dans son organisation de jeunesse Génération identitaire, et dans le contexte de l'augmentation des flux migratoires vers l'Allemagne. Elle est fondée en 2012.
La première action de l'IBD en Allemagne a lieu le 30 octobre 2012 à Francfort lors de la Semaine interculturelle, que les militants identitaires perturbent. Parmi ses actions médiatisées figurent l'occupation de la porte de Brandebourg en 2016 et la campagne « Defend Europe » en 2017 contre les ONG de sauvetage en Méditerranée.

## Structure organisationnelle
Le mouvement est doté de structures hiérarchiques formelles avec un président, un conseil d'administration et des responsables régionaux,. Il est dirigé par Daniel Fiss. Il est officiellement enregistré comme association en 2014 à Paderborn (Rhénanie-du-Nord-Westphalie), avec pour objectif statutaire de « préserver et promouvoir l'identité du peuple allemand »,. Le BfV le classe comme mouvement d'extrême droite avéré en 2019 et le place sous surveillance pour menace potentielle à l'ordre constitutionnel allemand,,.
Après un déclin au début des années 2020, le Mouvement identitaire allemand se restructure discrètement et établissant de nouveaux centres d'activité dans plusieurs villes. Il compte entre 100 et 600 membres en 2020,. 

## Idéologie
L'organisation fait de la question migratoire son principal capital politique et se situe à l'extrême droite. Elle est parfois considérée comme appartenant au courant de pensée de la Nouvelle Droite allemande. Le mouvement prône la défense de l'identité allemande et européenne face aux menaces perçues que représentent l'évolution démographique, la mondialisation et l'islamisation,.
L'IBD base ses revendications sur le concept d'ethno-différentialisme, théorie selon laquelle les groupes ethniques, bien qu'égaux, ne peuvent s'épanouir que sur leur territoire d'origine sans mélange avec d'autres groupes. Le mouvement revendique officiellement une position « ni de droite ni de gauche, simplement identitaire »,.  L'IBD s'inspire également du manifeste Generation Identity de l'autrichien Markus Willinger et défend des idées nativistes et traditionalistes.

## Stratégie

### Approche métapolitique
Privilégiant un militantisme pacifique et symbolique et des activités éducatives plutôt que la voie partisane traditionnelle, l'IBD vise une « révolution culturelle » pour restaurer les valeurs patriotiques, libérales et traditionnelles, en s'appuyant sur une prise de conscience identitaire. Leurs actions militantes, toujours liées à la question migratoire, incluent l'occupation de locaux de partis politiques, des manifestations, et des campagnes médiatiques utilisant des éléments de la culture populaire.
L'IBD se différencie des mouvements néonazis traditionnels par son apparence professionnelle et moderne. Le mouvement utilise une approche néo-gramscienne cherchant à transformer d'abord le discours culturel et social avant le discours politique.

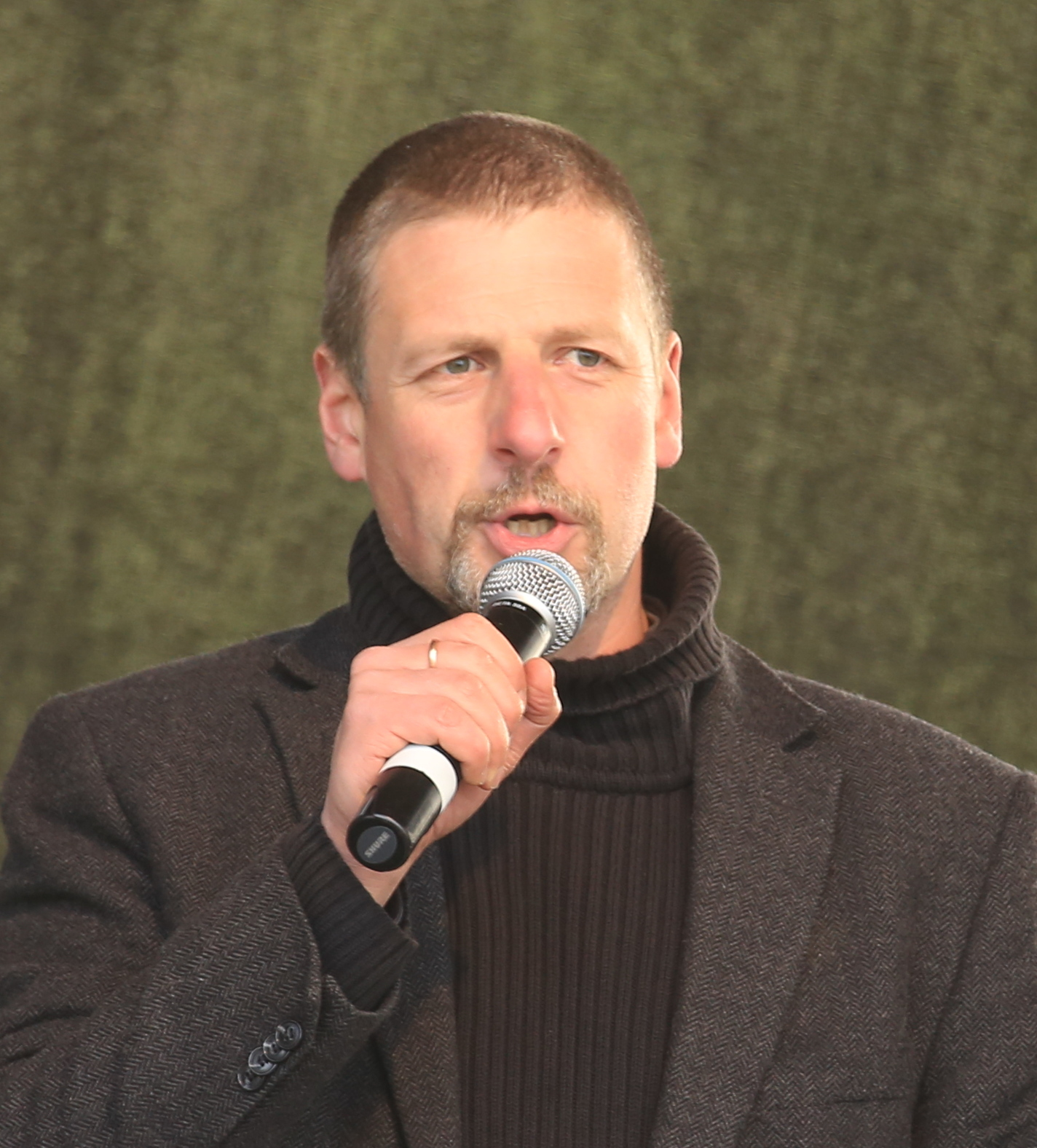
Götz Kubitschek, l'une des influences derrière l'approche métapolitique de l'IBD.

Le mouvement adopte paradoxalement les méthodes de protestation du mouvement étudiant de 1968, qu'il accuse pourtant d'avoir établi une hégémonie culturelle de gauche en Allemagne. Cette stratégie de provocation délibérée s'inspire des écrits de Götz Kubitschek (de) et de sa théorie de la « provocation » comme moyen de mobilisation politique. L'influence d'Alain de Benoist et de la Nouvelle Droite française est également importante, notamment sa reprise des concepts gramsciens d'hégémonie culturelle adaptés aux objectifs de l'extrême droite.

### Communication numérique
Sa communication repose principalement sur des mèmes conçus pour attirer les jeunes utilisateurs. Leurs actions sont largement relayées sur Internet pour maximiser leur impact communicationnel et le mouvement y dispose d'une forte présence,. Sa page Facebook compte plus de 68 000 abonnés avant sa suppression en mai 2018 pour contenu haineux et extrémiste.
En septembre 2020, l'IBD publie le jeu vidéo Heimat Defender: Rebellion, un jeu de plateforme rétro téléchargé plus de 8 000 fois en 24 heures. Situé en 2084, le jeu met en scène des « héros » dont Martin Sellner luttant contre un « régime globo-homo » dans une Europe dystopique, reprenant les narratifs identitaires sur le grand remplacement et l'homogénéisation globale. Cette initiative s'inscrit dans la stratégie du mouvement visant à séduire un public jeune par des contenus numériques branchés et à normaliser progressivement ses idées comme la remigration et l'ethno-différentialisme.

## Financement
En février 2024, une enquête du Spiegel et de la Mitteldeutscher Rundfunk met au jour le rôle de Peter Kurth (de), ancien sénateur aux finances de Berlin et ex-membre de l'Union chrétienne-démocrate d'Allemagne, dans le financement des activités de l'IBD. Il a investi environ 240 000 euros dans des entreprises identitaires entre 2019 et 2022. Ces financements ont notamment permis l'acquisition de propriétés à Schkopau (une villa servant de siège au mouvement), Chemnitz et en Autriche.

## Relations avec l'Alternative pour l'Allemagne

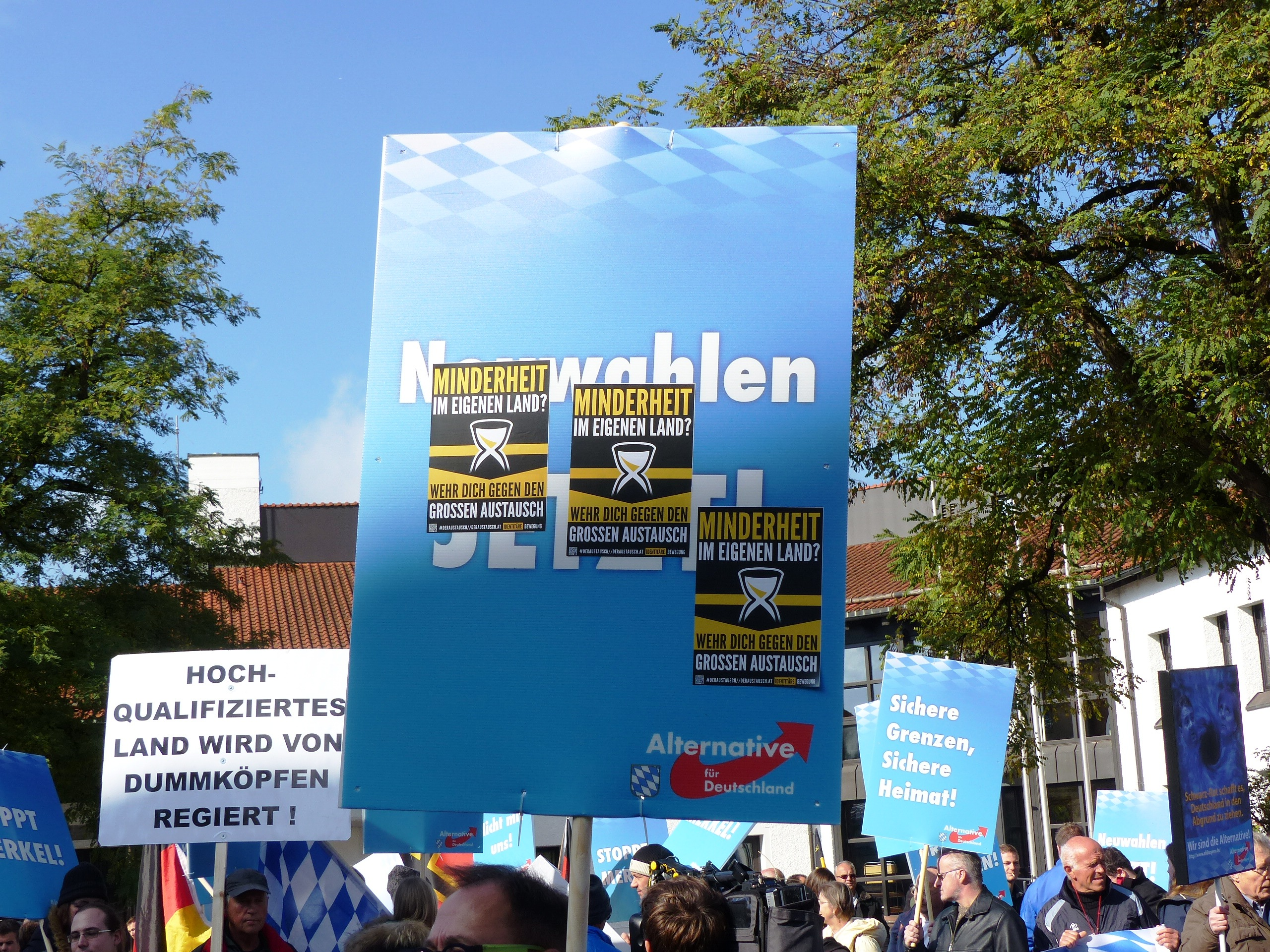
Un manifestant brandissant une pancarte de l'AfD sur laquelle est collé un autocollant de l'IBD.

L'IBD entretient des liens étroits avec l'Alternative pour l'Allemagne, malgré une décision officielle de ce parti de ne pas coopérer avec l'IBD officialisée en 2016. Alexander Gauland, ancien coprésident de l'AfD, a expliqué que cette distance était stratégique en raison de la surveillance de l'IBD par le BfV, tout en soulignant les objectifs communs entre les deux groupes et en invitant les membres de l'IBD à rejoindre l'AfD.
Certains représentants de l'AfD ont contourné cette interdiction, comme Hans-Thomas Tillschneider (de) qui a maintenu un bureau dans la Maison des Identitaires à Halle-sur-Saale, centre névralgique de l'IBD abritant également l'Institut für Staatspolitik (de), une organisation importante de la Nouvelle Droite allemande.
De même, de nombreux représentants de l'AfD continuent de participer à des événements identitaires, et le parti emploie plusieurs cadres du mouvement comme assistants parlementaires. Les identitaires soutiennent activement l'AfD lors des campagnes électorales et dans l'organisation d'événements.